# Muradi, Sindgi
Muradi là một làng thuộc tehsil Sindgi, huyện Bijapur, bang Karnataka, Ấn Độ.